# 앤 피토니악
앤 피토니악(Anne Pitoniak, 1922년 3월 30일 ~ 2007년 4월 22일)은 미국의 텔레비전 배우, 영화배우, 연극 배우이다.
웨스트필드에서 태어났으며 맨해튼에서 사망하였다. 사인은 암이다.

## 영화
- 신혼여행자 (2005년) - 미스 벤베너티 역
- 언페이스풀 (2002년)
- 기회주의자 (2000년)
- 웨어 더 머니 이즈 (2000년)
- Law & Order : 성범죄전담반 1 (1999년)
- 그레이스 앤 글로리 (1998년) - 버니스 월래스 역
- 천 에이커 (1997년)
- 줄리안 포 (1997년)
- 크리스마스 트리 (1996년)
- 미스터 플라워 (1996년)
- 결혼의 끝 (1994년)
- 카드로 만든 집 (1993년)
- 슬픈 카페의 노래 (1991년)
- 올드 그링고 (1989년)
- 은밀한 자매 (1987년)
- 베스트 셀러 (1987년)
- 하이딩 아웃 (1987년)
- 보이스 타운 (1986년)
- 신의 아그네스 (1985년) - 리빙스턴의 어머니 역
- 올드 이너프 (1984년)
- 생존자 (1983년)